# Grågul hinnvinge
Grågul hinnvinge (Thumatha senex) är en fjärilsart som beskrevs av Jacob Hübner 1804. Grågul hinnvinge ingår i släktet Thumatha och familjen björnspinnare. Arten är reproducerande i Sverige. Inga underarter finns listade i Catalogue of Life.

## Bildgalleri

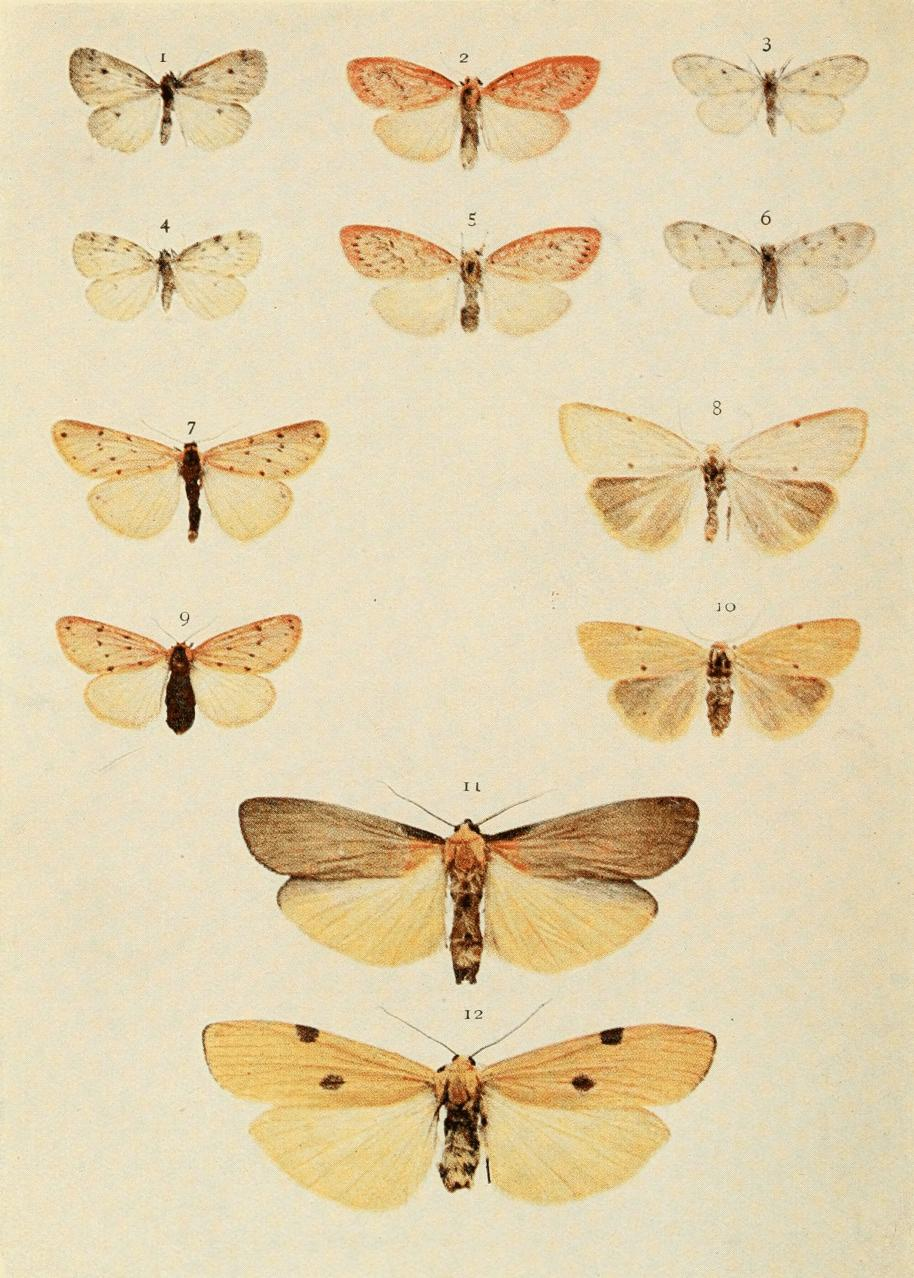
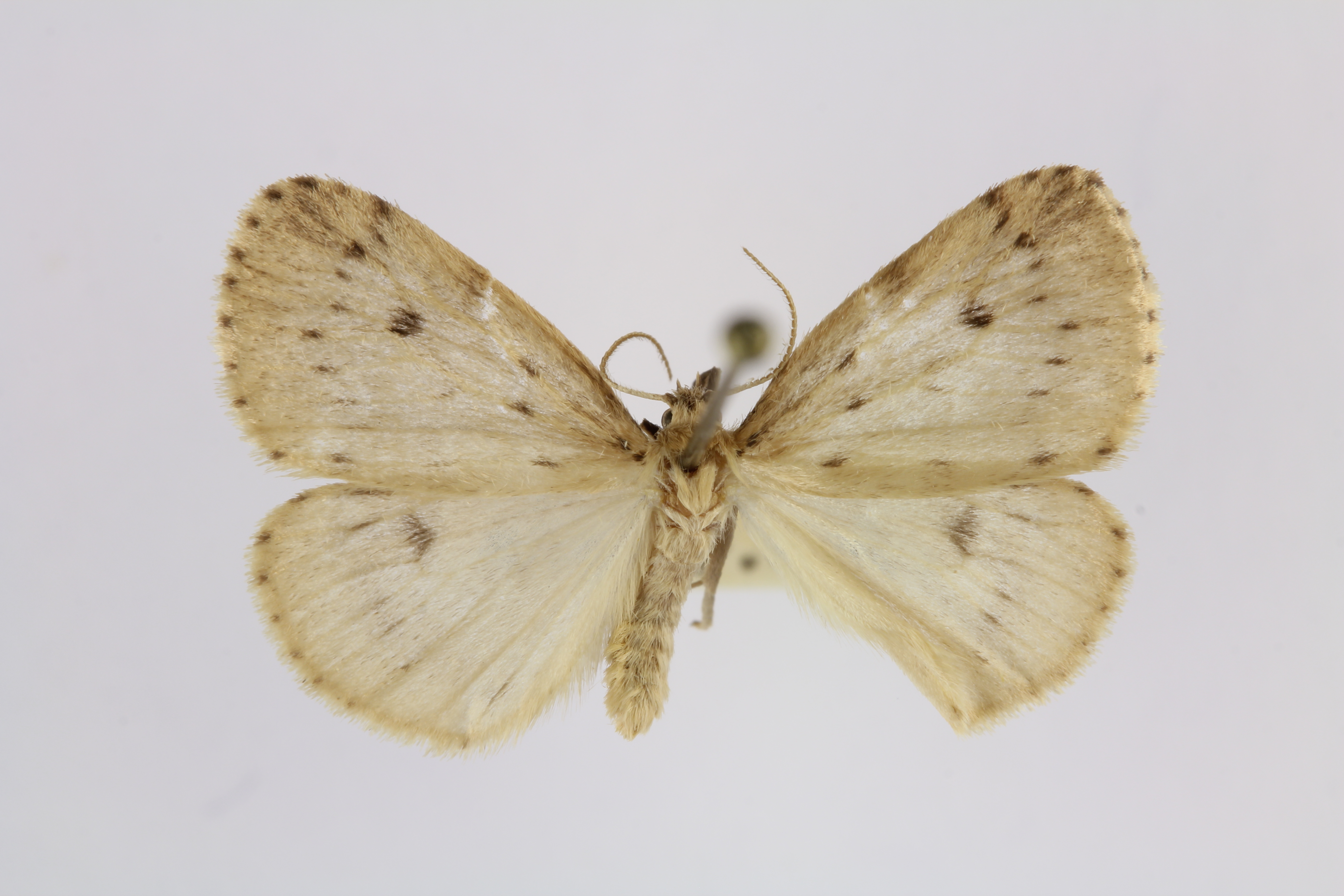